# Gmach Urzędu Miejskiego w Prudniku (1896–1945)
Gmach Urzędu Miejskiego w Prudniku (niem. Stadthaus) – neorenesansowy gmach Urzędu Miejskiego w Prudniku zbudowany w 1896, uszkodzony w wyniku działań wojennych w 1945, rozebrany na przełomie lat 50. i 60. XX wieku. Mieścił się w północnej pierzei Rynku, w Starym Mieście.

## Historia
Ratusz znajdujący się w centrum Rynku, wzniesiony w 1782, z czasem stał się za mały i nie spełniał wszystkich wymagań rosnącej administracji. Nowy gmach Urzędu Miejskiego został wzniesiony w 1896 według projektu przygotowanego przez powiatowego inspektora budowlanego Ritzla. Na potrzeby urzędu zdecydowano się rozbudować dwie starsze kamienice, które rozdzielała wąska uliczka. Koszt budowy obiektu wyniósł 130 700 marek. Prace stolarskie wykonała firma Heinisch.
Pierwsze obrady Rady Miejskiej w nowym budynku odbyły się 14 lutego 1896. Ulokowano w nim siedzibę Miejskiej Kasy Oszczędnościowej i Żyrowej. Z czasem gmach został rozbudowany. W tym celu rozebrano sąsiadującą z nim kamienicę. Przed budynkiem odbywały się parady oraz uroczystości państwowe i kościelne.

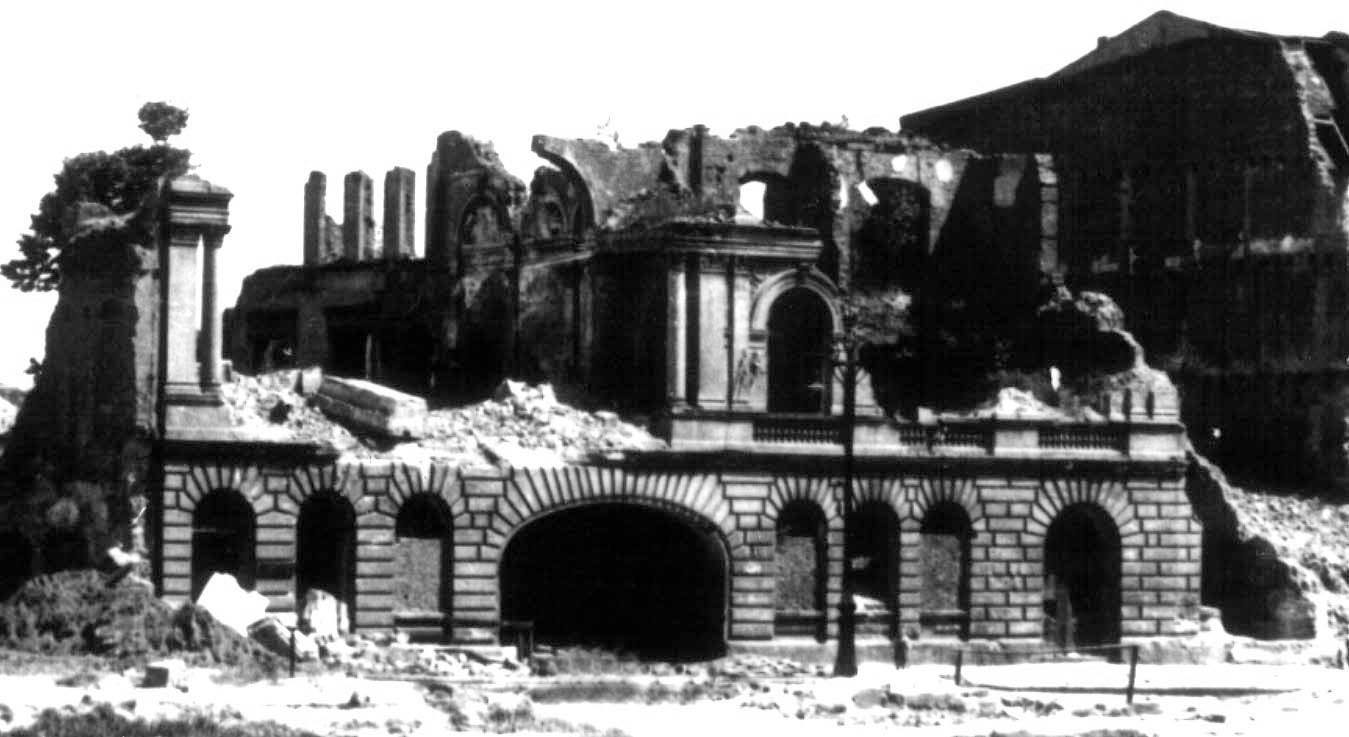
Gmach Urzędu Miejskiego, lata 50. XX wieku

Gmach został częściowo zniszczony podczas bitwy o Prudnik w marcu 1945, gdy podczas radzieckiego nalotu jedna z bomb trafiła w sąsiedni hotel „Goldenes Kreuz”. Od pożaru wywołanego wybuchem bomby ogniem zajął się budynek Urzędu Miejskiego. Wówczas spłonął jego dach i część wnętrza z drewnianymi stropami między dachem i piętrem. Pomimo złego stanu budynku, w maju 1945 urzędował w nim pierwszy polski burmistrz Prudnika – Antoni Błaszczyński, co opisał w swoich notatkach, opublikowanych w 1985 w „Głosie Włókniarza” (gazeta zakładowa ZPB „Frotex”): „Na propozycję bym został burmistrzem, nie chciałem się zgodzić, gdyż nie mając urzędniczego wykształcenia obawiałem się w tych warunkach pracować, lecz przyjąłem ją. Wszystko spustoszone, Ratusz spalony. Organizowałem zarząd. 20 maja miałem 7 urzędników. Wywiesiwszy 20 maja polską chorągiew w dawnym gmachu magistrackim, gdyż, przy Rynku – urzędowałem. Około 10 pokoi”. Według wspomnień Harry’ego Thürka, w tunelu pod budynkiem znajdowała się brama do utworzonego przez Rosjan niemieckiego getta.

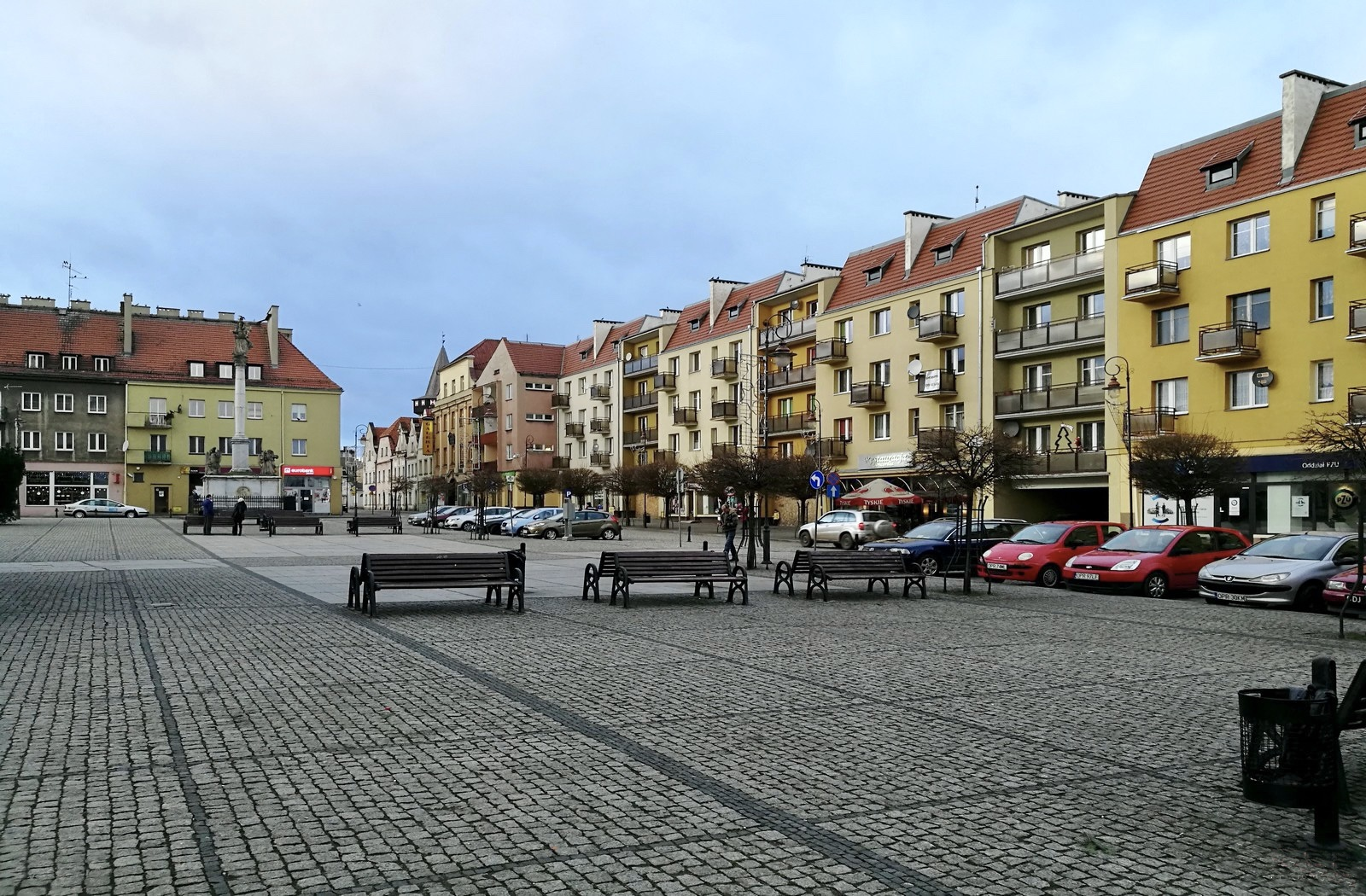
Zabudowa wzniesiona w miejscu Urzędu Miejskiego

Budynek został opuszczony. Z fotografii wykonanej w 1946 wynika, że gmach nadawał się do remontu. Murowana część budynku była w dobrym stanie. Mimo to, został rozebrany na przełomie lat 50. i 60. XX wieku. W miejscu gmachu wzniesiono zabudowę mieszkaniową.

## Architektura

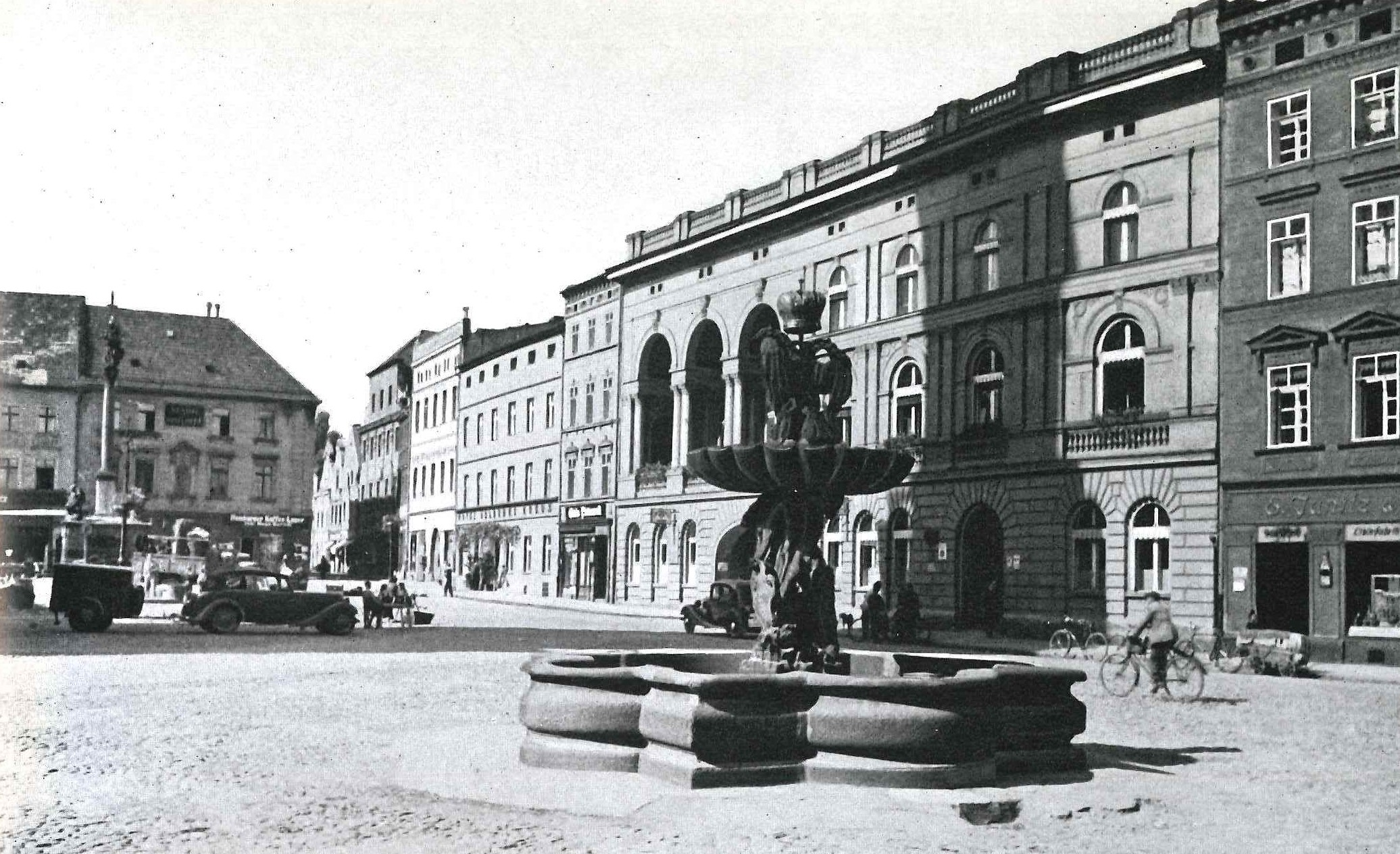
Gmach Urzędu Miejskiego (lata 30. XX wieku)

Gmach znajdował się w centrum północnej pierzei przyrynkowej. Posiadał też prostopadłe do Rynku skrzydło sięgające obecnej ulicy Królowej Jadwigi. Stylistycznie nawiązywał do form dojrzałego renesansu, z twórczości Palladia. Była to budowla unikatowa na Śląsku. Brakowało w niej form typowych dla kanonu niemieckich ratuszy, co przypuszczalnie było spowodowane chęcią „niekonkurowania” z budynkiem ratusza w centrum Rynku. Uwagę skupiono głównie na wymiarze reprezentacyjnym, a nie funkcjonalnym.
Był to obiekt trójkondygnacyjny, z szeroką na około 25 m asymetryczną fasadą zwieńczoną balustradą. W parterze w szerszej części zostało umieszczone reprezentacyjne wejście, a elewację drugiej i trzeciej kondygnacji tworzyły ciągi okien ujętych pomiędzy zdwojone pilastry. W parterze w drugiej części fasady zaprojektowano bramę przejazdową, analogiczną do bramy w kamienicy bloku śródrynkowego. Nad belkowaniem wznosiła się na wysokość dwóch kondygnacji trójarkadowa loggia ze zdwojonymi kolumnami, przylegająca do sali posiedzeń Rady Miejskiej, zastępując tradycyjny dla ratuszy balkon.
Na trzech piętrach pomieszczono niemal wszystkie biura administracji miejskiej. Pokoje reprezentacyjne, czyli sale posiedzeń Rady Miejskiej i magistratu oraz gabinet burmistrza, umieszczono na pierwszym piętrze od strony Rynku. Wejście do nich poprzedzał reprezentacyjny przedsionek (Vorhalle) z czterema centralnie usytuowanymi kolumnami. Przedsionek swoją wielkością zbliżony był do sali posiedzeń Rady Miejskiej. Sala obrad była dwukondygnacyjna i na wysokości trzeciej kondygnacji otrzymała galerię, z której można było obserwować pracę radnych. Sala ta służyła także jako przestrzeń balowo-koncertowa na specjalne okazje. Biura poszczególnych jednostek administracyjnych mieściły się na parterze i w tylnych traktach. Konsekwencją zapewnienia wystarczającej liczby biur były stosunkowo wąskie i małe klatki schodowe.
Ściany wewnątrz gmachu ozdobiono olejnymi obrazami przedstawiającymi cesarzy: Wilhelma I, Fryderyka III i Wilhelma II. Obrazy, autorstwa Gottingera, były darem radców Josefa Pinkusa i Abrahama Fränkla oraz fabrykanta Alberta Fränkla. Ponadto ściany były ozdobione medalionem portretowym radcy budowlanego Ritzla i portretem burmistrza Heinricha Engela autorstwa Langego z Wrocławia, a ufundowanym przez przyjaciół burmistrza.

## Nawiązania i odniesienia w kulturze
Przez tunel w gmachu Urzędu Miejskiego wielokrotnie przemieszczali się między gettem i Rynkiem bohaterowie powieści Lato umarłych snów autorstwa niemieckiego pisarza Harry’ego Thürka, przedstawiającej sytuację Niemców w Prudniku tuż po II wojnie światowej.